# Tijgerkathaai
De tijgerkathaai (Halaelurus natalensis) is een vissensoort uit de familie van de Pentanchidae. De wetenschappelijke naam van de soort is voor het eerst geldig gepubliceerd in 1904 door Regan.